# Абед, Фазле Хасан
Сэр Фазле Хасан Абед (бенг. ফজলে হাসান আবেদ; 27 апреля 1936, Баниачанге, Британская Индия  — 20 декабря 2019, Дакка, Бангладеш) — бангладешский социальный работник, основатель и председатель международной некоммерческой общественной организации BRAC, насчитывающей более 100 000 сотрудников. За вклад в социальные преобразования получил премию Рамона Магсайсая. В 2010 году награждён Орденом Святого Михаила и Святого Георгия за заслуги в борьбе с бедностью и за расширение прав и возможностей бедных в Бангладеш и мире и посвящён в рыцари. В 2014 году, Абед занял 32 место в списке 50 величайших лидеров в мире по версии Fortune.

## Ранняя жизнь
Абед родился в уважаемой в Бангладеш семье Хасан в городе Баниачанг в Британской Индии. Окончив школу в округе Пабна, Фазле Абед поступил Колледж Дакки в городе Дакка, столице Бангладеш. После окончания колледжа, он поступает в Университет Глазго в Шотландии и изучает там кораблестроительство. В Пакистане судостроение не было достаточно развито и Абед поступает в лондонский институт CIMA, окончив образование в 1962 году.
Абед вернулся в Восточный Пакистан (сейчас Бангладеш), где был принят на работу в американскую компанию Shell Oil Company, где он вскоре возглавил финансовый отдел. Во время работы Абеда в Shell, в 1970 году разрушительный ураган обрушился на юго-восточное побережье страны, по приблизительным оценкам от него погибли 300 000 человек. Абед вместе с друзьями создали организацию HELP, которая оказывала помощь людям на острове Манпура, наиболее пострадавшем от урагана.
Война за независимость Бангладеш заставила Фазле Хасана Абеда покинуть страну. Он нашёл убежище в Англии, где создал Action Bangladesh — лоббистское объединение, которое пыталось оказать влияния на правительства европейских стран в вопросе независимости Бангладеш.

## Основание BRAC
После окончания войны в декабре 1971 года, Абед продал свою квартиру в Лондоне и вернулся в независимый, но разрушенный войной Бангладеш. Кроме того, 10 миллионов беженцев, искавших убежище в Индии во время войны, начали возвращаться домой. Помощь этим людям требовала срочных решений и Абед решил использовать средства, вырученные от продажи своей лондонской квартиры. Он решил создать организацию, которая бы помогала нищим сельским жителям. Для реализации этой цели был выбран подокруг Суллах (округ Сунамгандж) в северо-восточном Бангладеш. В 1972 году Фазле Хасан Абед основывает некоммерческую общественную организацию BRAC.
Хотя сочетание букв BRAC сейчас не является аббревиатурой, организация ранее была известна как Bangladesh Rehabilitation Assistance Committee (рус. Комитет содействия реабилитации Бангладеш), а затем как Bangladesh Rural Advancement Committee (рус. Комитет развития сёл Бангладеш). В течение трёх десятилетий BRAC разрослась и стала самой крупной некоммерческой организацией в мире по количеству работников и масштабу и разнообразию её вмешательства.
В 2002 году BRAC вышла на международный уровень, начав свою деятельность в Афганистане. С тех пор организация расширилась в общей сложности на 10 стран в Азии и Африке. BRAC в настоящее время охватывает оказывает помощь миллионам человек через свои программы в области начального образования, здравоохранения, сельского хозяйства, прав человека, юридических услуг, микрофинансирования и развития предпринимательства.

## Почётные докторские степени
- 2014 — Почётный доктор юридических наук, Принстонский университет (США)
- 2012 — доктор юридических наук Почётный, Манчестерский университет (Великобритания)
- 2010 — почётную степень доктора юридических наук, Университет Бат (Великобритания)
- 2009 — Почётный доктор филологии, Оксфордский университет (Великобритания)
- 2009 — Почётный доктор гуманитарных наук, Университет Риккё (Япония)
- 2008 — Почётный доктор юридических наук, Колумбийский университет (США)
- 2007 — Почётный доктор гуманитарных наук, Йельский университет (США)
- 2003 — Почётный доктор образования, Манчестерский университет (Великобритания)
- 1994 — Почётный доктор юридических наук, Королевский университет (Канада)